# مارك ريتشاردسون (سياسي)
مارك ريتشاردسون (بالإنجليزية: Mark Richardson)‏ هو سياسي أمريكي، ولد في 19 مارس 1952. انتخب عضو مجلس نواب ولاية ميسوري، وفي 27 حزيران سنة 2021، أُعلنَ عن تعيينه سفيراً في العراق، خلفاً لستيفن هيكي.